# Municipi de Langeland
El municipi de Langeland és un municipi danès que va ser creat l'1 de gener del 2007 com a part de la Reforma Municipal Danesa, integrant els antics municipis de Rudkøbing, Sydlangeland i Tranekær. El municipi és format per la gran illa de Langeland (entre l'illa de Fiònia i la de Lolland al Gran Belt) i les petites de Strynø i Siø. Forma part de la Regió de Syddanmark, abastant una superfície de 291 km².
La ciutat més important i la seu administrativa del municipi és Rudkøbing (4.658 habitants el 2009). Altres poblacions del municipi són:
- Bagenkop
- Humble
- Lindelse
- Lohals
- Snøde
- Spodsbjerg
- Tranekær
- Tryggelev
- Tullebølle

## Consell municipal
Resultats de les eleccions del 18 de novembre del 2009:
| Partit                       | vots | % vots |
| ---------------------------- | ---- | ------ |
| Socialdemokratiet            | 1511 | 19.0   |
| Det Radikale Venstre         | 394  | 5.0    |
| Det Konservative Folkeparti  | 712  | 9.0    |
| Socialistisk Folkeparti      | 705  | 8.9    |
| Langelandslisten             | 188  | 2.4    |
| Dansk Folkeparti             | 506  | 6.4    |
| Borgerlisten Langeland       | 2340 | 29.4   |
| Kulturlisten                 | 23   | 0.3    |
| Venstre                      | 1414 | 17.8   |
| Enhedslisten - De Rød-Grønne | 162  | 2.0    |

### Alcaldes
| Alcalde        | Període               | Partit                 |
| -------------- | --------------------- | ---------------------- |
| Knud Gether    | 1-1-2007 a 31-12-2009 | Borgerlisten Langeland |
| Bjarne Nielsen | 1-1-2010 a 31-12-2013 | Venstre                |